# Chydoridae
Chydoridae is een familie van kreeftachtigen uit de klasse van de Branchiopoda (blad- of kieuwpootkreeftjes).

## Taxonomie

### Onderfamilie
- Aloninae

### Geslachten
- Acroperus Baird, 1843
- Alona Baird, 1843
- Chydorus Leach, 1843
- Disparalona Fryer, 1968
- Eurycercus Baird, 1843
- Graptoleberis G.O. Sars, 1862
- Leydigia Kurz, 1875
- Monospilus G.O. Sars, 1861
- Paralona Sramek-Husek, Straskraba & Brtek, 1962
- Parvalona Van Damme, Kotov & Dumont, 2005
- Peracantha Baird, 1843
- Picripleuroxus Frey, 1993
- Pleuroxus Baird, 1843
- Pseudochydorus Fryer, 1968

## In Nederland waargenomen soorten
- Genus: Acroperus
  - Acroperus angustatus
  - Acroperus elongatus
  - Acroperus harpae
- Genus: Alona
  - Alona affinis
  - Alona costata
  - Alona elegans
  - Alona guttata
  - Alona intermedia
  - Alona quadrangularis
  - Alona rectangula
  - Alona rustica
- Genus: Alonella
  - Alonella excisa
  - Alonella exigua
  - Alonella nana
- Genus: Alonopsis
  - Alonopsis elongata
- Genus: Chydorus
  - Chydorus bicornutus
  - Chydorus latus
  - Chydorus ovalis
  - Chydorus piger
  - Chydorus sphaericus
- Genus: Disparalona
  - Disparalona rostrata
- Genus: Dunhevedia
  - Dunhevedia crassa
- Genus: Eurycercus
  - Eurycercus glacialis
  - Eurycercus lamellatus
- Genus: Graptoleberis
  - Graptoleberis testudinaria
- Genus: Oxyurella
  - Oxyurella tenuicaudis
- Genus: Peracantha
  - Peracantha truncata
- Genus: Pleuroxus
  - Pleuroxus aduncus
  - Pleuroxus denticulatus
  - Pleuroxus laevis
  - Pleuroxus trigonellus
  - Pleuroxus truncatus
- Genus: Pseudochydorus
  - Pseudochydorus globosus